# Liste der denkmalgeschützten Objekte in Rottenbach (Oberösterreich)
Die Liste der denkmalgeschützten Objekte in Rottenbach enthält die drei denkmalgeschützten, unbeweglichen Objekte der Gemeinde Rottenbach in Oberösterreich (Bezirk Grieskirchen).

## Denkmäler
| Foto |                 | Denkmal                                                       | Standort                                  | Beschreibung | Metadaten |
| ---- | --------------- | ------------------------------------------------------------- | ----------------------------------------- | --- | --- |
| ja   | Datei hochladen | Friedhof HERIS-ID: 78744 Objekt-ID: 92409                     | Rottenbach 1, bei Standort KG: Rottenbach | | BDA-Hist.: Q38152853 Status: § 2a Stand der BDA-Liste: 2025-06-30 Name: Friedhof GstNr.: 89 Sankt Petrus (Rottenbach, Austria)                      |
| ja   | Datei hochladen | Kath. Pfarrkirche hl. Petrus HERIS-ID: 52527 Objekt-ID: 59544 | Rottenbach 1, bei Standort KG: Rottenbach | Der spätgotische Kirchenbau zeigt sich mit einer hohen Ausrichtung und mit gut durchgeführten baulichen Details. Spätgotische Fresken im Chorgewölbe aus 1524 wurden 1956 aufgedeckt. Der späte Rokoko-Hochaltar nimmt die ganze Chorbreite ein. | BDA-Hist.: Q23541870 Status: § 2a Stand der BDA-Liste: 2025-06-30 Name: Kath. Pfarrkirche hl. Petrus GstNr.: .47 Sankt Petrus (Rottenbach, Austria) |
| ja   | Datei hochladen | Pfarrhof HERIS-ID: 52526 Objekt-ID: 59543                     | Rottenbach 1 Standort KG: Rottenbach      | | BDA-Hist.: Q38052038 Status: § 2a Stand der BDA-Liste: 2025-06-30 Name: Pfarrhof GstNr.: 86/1                                                       |